# ウンベルト1世
ウンベルト1世（Umberto I, 1844年3月14日 - 1900年7月29日）は、イタリア王国の第2代国王（在位：1878年1月9日 - 1900年7月29日）。父はイタリア王ヴィットーリオ・エマヌエーレ2世。母は神聖ローマ皇帝レオポルト2世の孫娘で、ロンバルト＝ヴェネト副王ラニエーリの娘マリーア・アデライデ・ダズブルゴ＝ロレーナ。アオスタ公爵で一時スペイン王となるアメデーオ（アマデオ）、ポルトガル王妃マリア・ピア・デ・サボイアらはきょうだいにあたる。また王妃であるマルゲリータ・ディ・サヴォイア＝ジェノヴァは同族の従妹である。
王として立憲君主制を尊重した議会政治を支持していたが、アナーキストのガエタノ・ブレーシによりパレード中に暗殺された。

## 即位まで

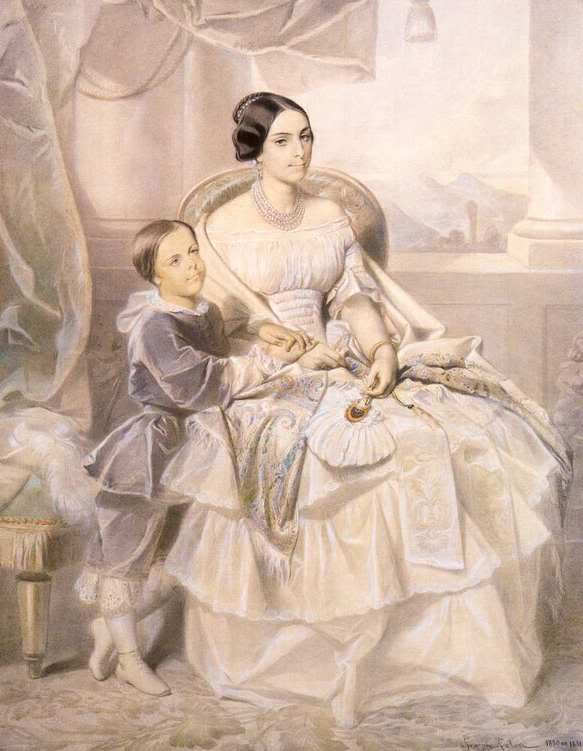
少年時代の肖像（共に描かれているのは王太后マリーア・アデライデ・ダズブルゴ＝ロレーナ）

ウンベルトは当時サルデーニャ＝ピエモンテ王であったヴィットーリオ・エマヌエーレ2世と、ロンバルド＝ヴェネト王国（オーストリア帝国の構成国）の副王ラニエーリ大公の次女マリーア・アデライデの長男としてトリノに生まれる。高名な法学者であったパスクヮーレ・スタニスラオ、後に王国宰相となるダゼジオ侯マッシモ・タパレッリらが養育役を務めた。
1858年3月に陸軍将校としてサルデーニャ王国軍に加わり、軍務に関わりながら青年期を過ごした。従って父ヴィットーリオ・エマヌエーレ2世によってイタリア統一戦争が再開されると、父と共に前線で軍を率いる役割を負うようになった。ロンバルディア解放の命運を賭けたソルフェリーノの戦いでは軍司令官の一人として勇敢に戦い、小説「クオーレ」にも描かれているように父以上に民衆に親しまれる存在であった。その後も軍に在籍を続け、普墺戦争ではクストッツァの戦いに敗れて後退する友軍を助けるべく、ヴァルテリーナの戦いに第17師団を率いて参戦した。
カミッロ・カヴール伯爵ら政府閣僚が成立したイタリア王国の体制確立を進める中、王家たるサヴォイア家も新たに獲得した地位の運用に追われていた。獲得した膨大な爵位と名誉を縁のある貴族たちに分配したり、同格となった上流の王侯貴族たちとの血縁外交を進めたりと王家内の家政に奔走するヴィットーリオ・エマヌエーレ2世は、その一環として嫡男ウンベルトの婚姻を進めていた。しかし、他国が新たな爵位継承を承認するには時間が必要であり、早い段階で爵位を承認した貴族たちには未婚の適齢女性が少なかった。その時点では少女の王女たちを含めれば許婚を用意できるが、統一時に既に適齢期になっていたウンベルトには残された時間が少なかった。また、教皇領を没収したことによる外交対立も、カトリック圏での婚姻を難しくしていた。
弟アメデーオはサヴォイア家の家臣であるチステルナ公の子女マリーア・ヴィットーリアと結婚したが、父王は王位を継ぐウンベルトには外交関係を優先して結婚延期を命じた。対立していた教会への接近なども試みられたが有効な成果は上がらず、かといって非カトリック圏との婚姻は一族内の同意を得られなかった。それでも父の努力の結果、敵対国であったオーストリア帝国との関係改善を前提として、ハプスブルク＝ロートリンゲン家出身のテシェン公女マティルデとの婚約がまとまったが、不幸にも彼女は大火傷により結婚前に没した。父王はやむなく、サヴォイア家傍系出身でウンベルトの従妹であるジェノヴァ公女マルゲリータとの同族結婚を決定した。彼女は体が弱く、両者の間には一人息子としてヴィットーリオ・エマヌエーレ3世が生まれるのみとなった。

## 即位
1878年、父王ヴィットーリオ・エマヌエーレ2世が波乱の生涯に幕を下ろすと、ウンベルトはただちに議会と貴族の承認を得て、王位を初めとする父の爵位・称号、そしてサヴォイア家の当主を継いだ。それに伴い王名を名乗る必要があったが、当初予定されていた「ウンベルト4世」（ウンベルトの名を持ったサヴォイア家当主が既に3名おり、それぞれ1世・2世・3世と名乗り、あるいは呼ばれていた）ではなく、「ウンベルト1世」と名乗ることを決めた。「サヴォイアのウンベルト」（ウンベルト・ディ・サヴォイア、Umberto di Savioa）ではなく、「イタリアのウンベルト」（ウンベルト・ディタリア、Umberto d'Italia）であることを強調したと考えられている。

### 治世
国政においては父の外交政策を引き継ぎ、周辺国との関係構築に全力を挙げた。特に旧敵対国であるオーストリアとは和解を進め、最終的にドイツも加わった対フランス・イギリスの三国同盟を結成するに至った。しかし国民からは領土問題（未回収のイタリア）の遺恨を残したままの同盟に反感を抱く者が多く、後の第一次世界大戦での中立宣言へとつながる。
また、出遅れていた植民地戦争に積極的な面を見せ、1885年にエリトリア戦争によって初めての植民地を獲得した。1896年にエチオピア本土への第一次エチオピア戦争を支持するが、これはフランスのエチオピア援助によって頓挫させられた。しかし植民地政策への意欲は捨てず、義和団事件が発生するとこれに出兵した多国籍軍の一翼を占めた。義和団事件によりイタリア王国は天津地方などに租借地を獲得し、中国大陸の権益に食い込むことができた。
教会に対しては強硬路線を続け、ローマを含む旧教皇領地域に対して一切の妥協を拒否した。

### 共和主義者との対立

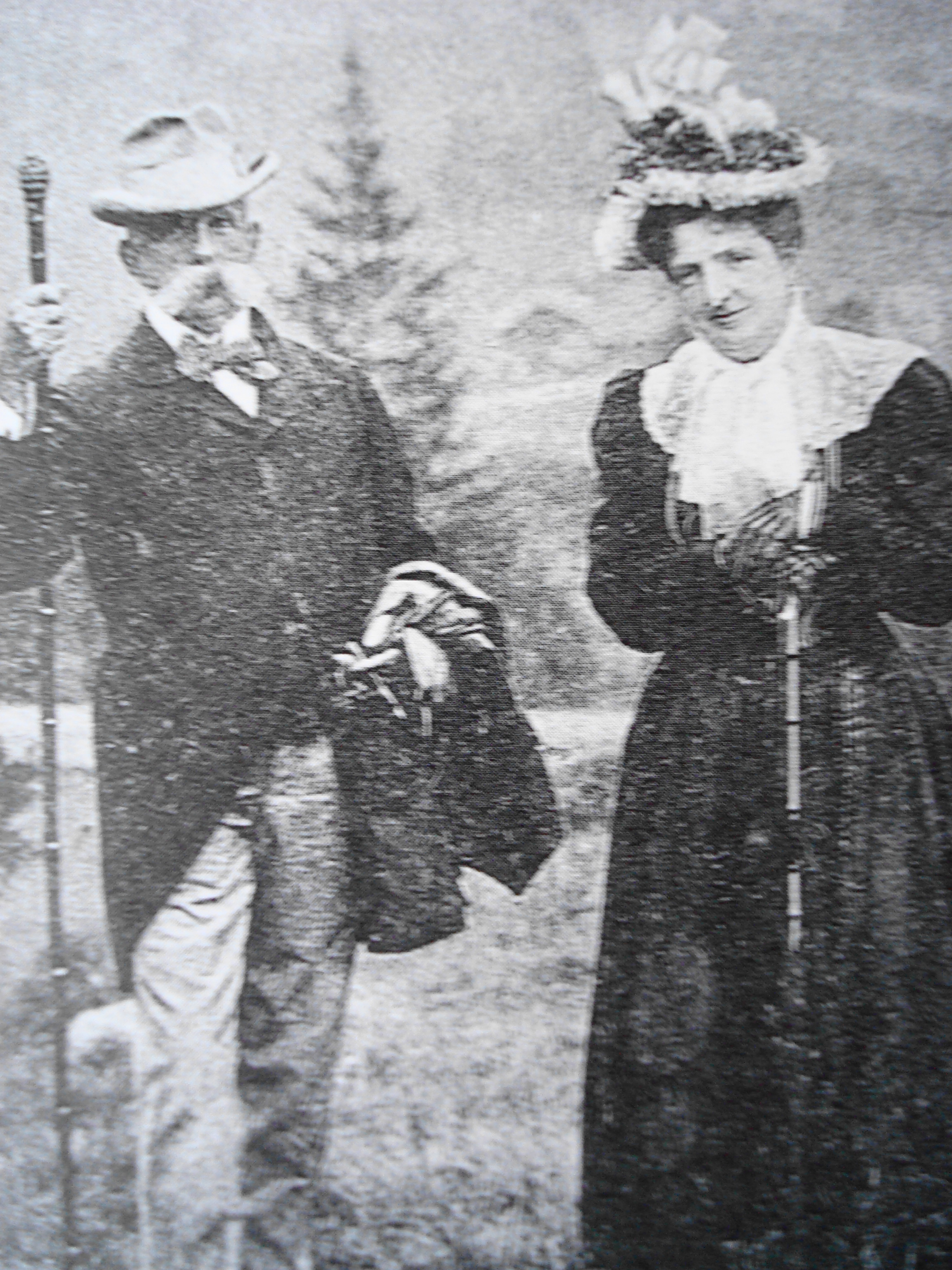
1890年代、王妃マルゲリータと共に

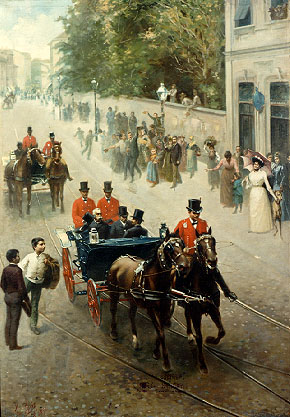
暗殺事件

1878年11月17日、即位を記念するパレードでベネデット・カイローリ首相と民衆の歓声に応えていたところ、無政府主義者を名乗るジョヴァンニ・パッサンナンテという人物に斬りつけられる事件が起きる。咄嗟にウンベルト1世はサーベルを引き抜いてパッサンナンテの刃を防いだが、隣り合わせていたベネデット首相は足に重傷を負った。国家転覆と王政打倒が目的であったパッサンナンテは凶行後に警察に取り押さえられ、議会は大逆罪として死刑を決定した。しかしウンベルト1世はこれを拒否し、暗殺犯を終身刑に減刑する恩赦を出した。政府はこれを受け入れたが、代わりにほとんど身動きの取れない狭い独房で拷問を与えた。後に釈放されたパッサンナンテは精神病院で死亡した。
ウンベルト1世が即位した時のイタリア王国は新興国家として活気がある時代であったが、同時に多くの政治的問題が表面化した時期でもあった。特に大きな問題として、旧両シチリア王国領がサルデーニャ式の統治に馴染めず、最後まで抵抗したがためにサヴォイア王家から冷遇されているという不満が充満していた。また先の無政府主義に続き、社会主義・共産主義など貴族制と王政の廃止を求める共和運動も勢いを増していた。特に若き日のベニート・ムッソリーニらが所属していたイタリア社会党はウンベルト1世の悩みの種であった。
1897年4月22日、貧しい鍛冶師ピエトロ・アッチャリートによる暗殺計画が行われ、未然に防がれたものの共和主義者との敵対が続いていることを示した。

### 暗殺事件
1898年5月7日、パン価格の高騰に対する大規模暴動がイタリア各地で生じると、ミラノでの暴徒に対してフィオレンツォ・バーヴァ・ベッカーリス将軍は軍に砲撃を命じた。結果、約100人が死亡（死亡者数は350名だったとする説もある）、約1000人が負傷した。ウンベルトは秩序を回復させたバーヴァ・ベッカーリスを労う電報を送り、サヴォイア老兵騎士団から騎士称号を与えるなど賞賛を惜しまなかった。こうした行為は暴動に参加した者たちに激しい反感を与えた。
事件から2年後の1900年7月29日の午後、モンツァに行幸中にイタリア系アメリカ人の無政府主義者ガエタノ・ブレーシにより銃撃された。4発の銃弾を身に受けたウンベルト1世は倒れ、そのまま崩御した。警察に拘束されたガエタノは「虐殺への報復だ」と叫んだという。ガエタノは先の例もあって死罪ではなく終身刑とされたが、1年後に独房内で殺害された。後にアメリカ大統領ウィリアム・マッキンリーを暗殺した無政府主義者レオン・チョルゴッシュは、ウンベルト1世暗殺に感化されたと証言している。
7月29日、ウンベルト1世の遺体は父ヴィットーリオ・エマヌエーレ2世が眠る王都ローマのパンテオンに埋葬された。後に王位を継いだ息子のヴィットーリオ・エマヌエーレ3世と孫のウンベルト2世は王政廃止により異国で没するため、パンテオンに埋葬されたのはヴィットーリオ・エマヌエーレ2世とウンベルト1世の父子のみである。
暗殺の前日にレストランで食事をしていたとき、その主人がウンベルトにそっくりなので話を聞くと名前が同じで多くの共通点があることを知るが、翌日その男の訃報を聞き、その直後に殺害されたという伝承が語られることがある。